# St. Agatha (Löllinghausen)

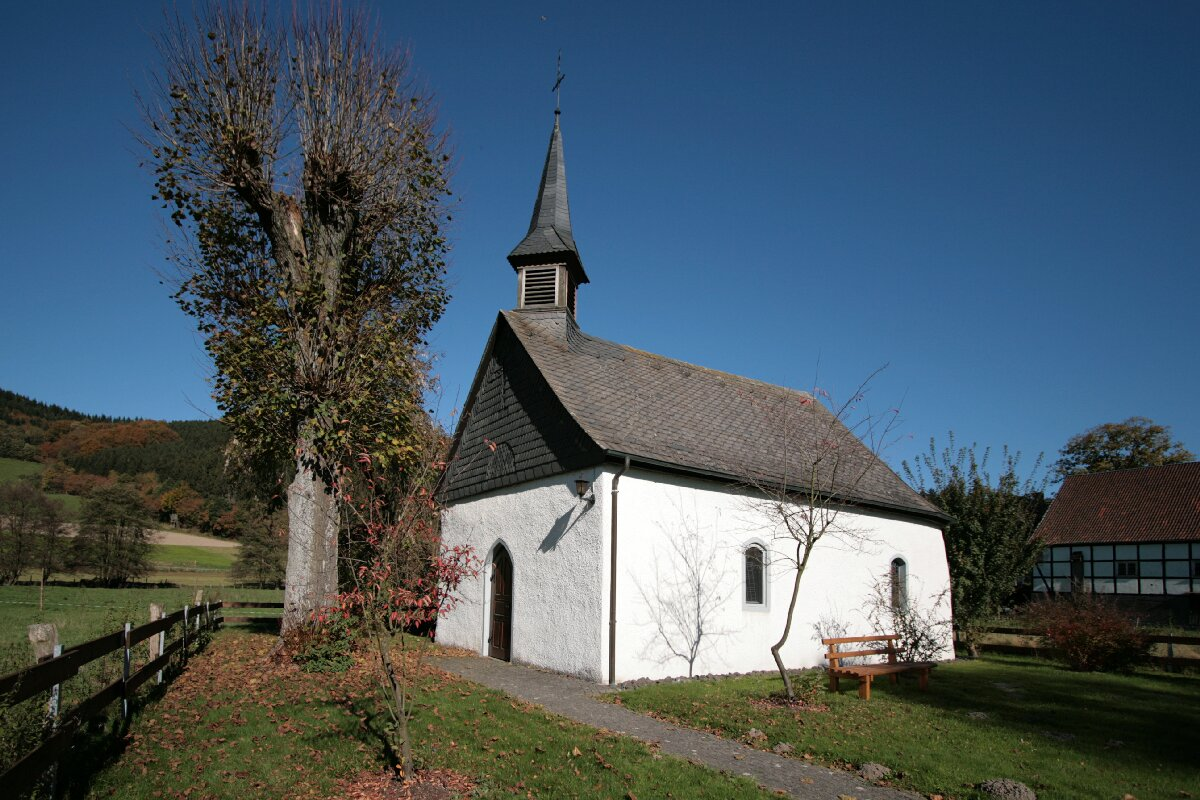
Kapelle St. Agatha

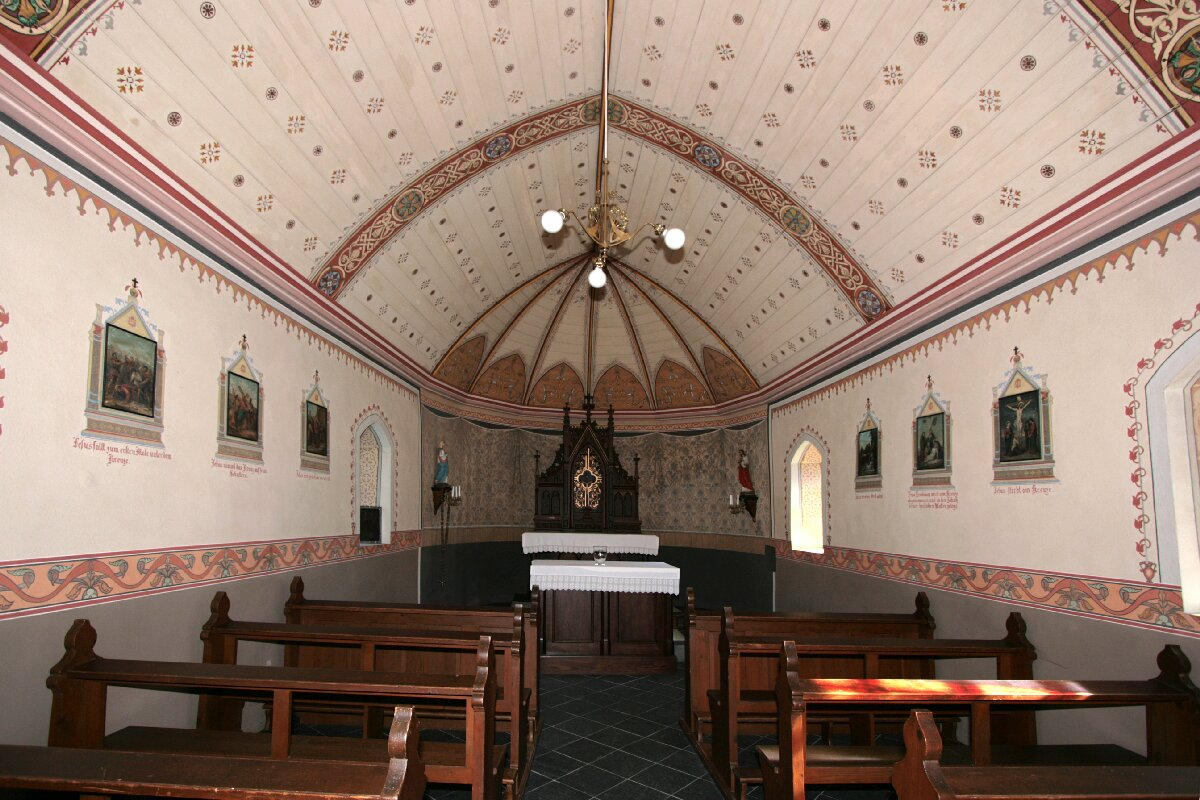
Innenansicht

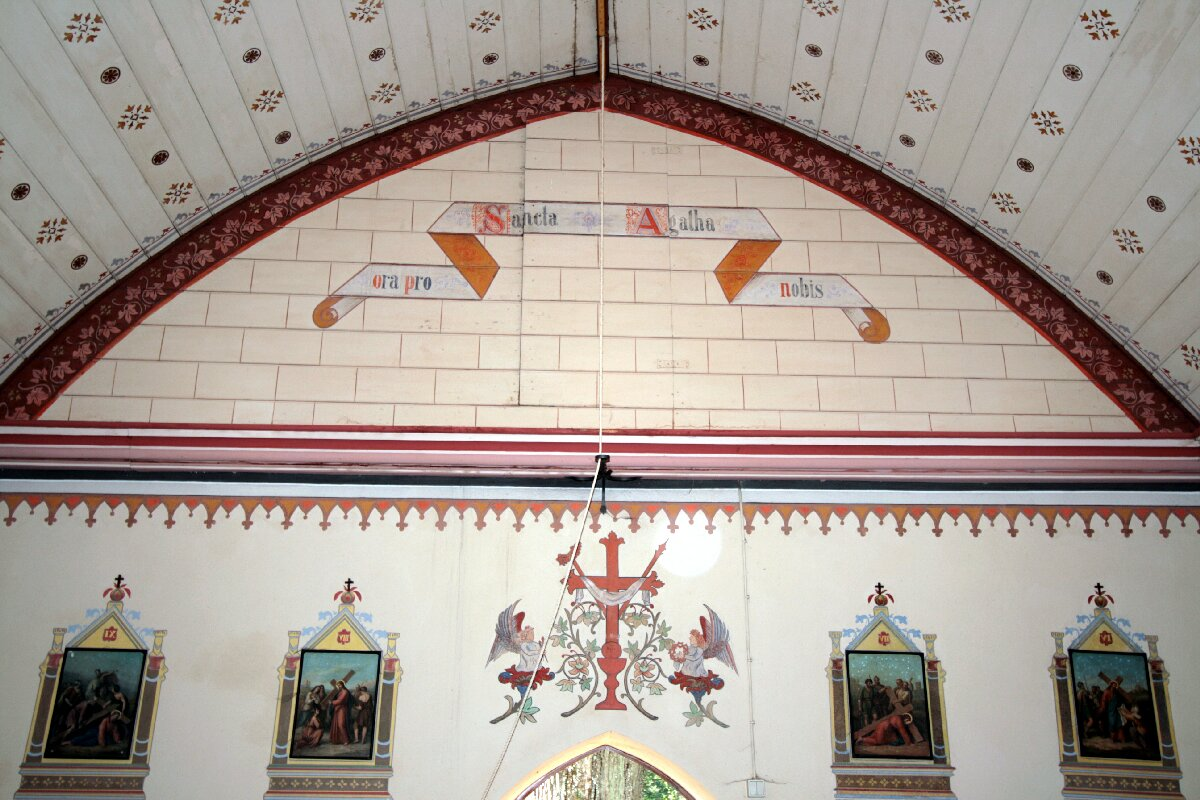
Ausmalung über dem Eingang

Die St. Agatha Kapelle ist ein Kirchengebäude in Löllinghausen, einem Ortsteil von Meschede im Hochsauerlandkreis (Nordrhein-Westfalen).

## Geschichte und Architektur
An der Stelle der heutigen Kapelle stand eine Kapelle des Hofes Stratmann, der 1508 urkundlich nachgewiesen wurde. Die heutige Kapelle wurde um 1820 erbaut, am Ende des 19. Jahrhunderts war das Gebäude so baufällig, dass keine Gottesdienste mehr in ihr gehalten werden konnte. Der Gutsbesitzer Franz König kaufte 1891 das Gut und die Kapelle und ließ die Kapelle aufwendig renovieren und von einem Kirchenmaler ausmalen. Am 20. September 1892 wurde St. Agatha benediziert, der Kreuzweg wurde am 18. August 1893 mit den verbundenen Ablässen gemäß den Regeln der Ablasskongregation vom 10. Mai 1742 eingeweiht.
Im Zweiten Weltkrieg wurde das Gebäude von Granaten getroffen und nicht wieder in Stand gesetzt. Auf einer Weide stehend, ohne räumlichen Bezug zum Ort verfiel es nach und nach. 1984 wurde ein Kapellenförderverein mit dem Ziel gegründet, die Kapelle vor dem Verfall zu bewahren und nach altem Vorbild wiederherzustellen. 1992 wurde in der restaurierten Kapelle das hundertjährige Kirchweihfest gefeiert.
Die Kapelle ist im Stil des sogenannten Historismus ausgestattet. Möglichst viele Stilformen vergangener Epochen werden zu einem Gesamtkunstwerk. Eine neugotische Raumauffassung, deren Ornamentik der Renaissance, dem Jugendstil und der Romantik angelehnt ist, bestimmt den Raum. Es sollte die Vorstellung eines großen neugotischen Kirchenraumes vermittelt werden. Die Apsis ist mit einem Damastvorhang bemalt, Die Spitzbögen sind mit Ranken und Palmettenblättern geschmückt. Das Tonnengewölbe ist mit einem breiten Flechtband dekoriert, das an Buchmalerei irischer Mönche im sechsten bis zehnten Jahrhundert erinnern soll. Der Kreuzweg ist in Nazarener Art gemalt und mit tempelhaften Einfassungen begrenzt. Der obere Zierstreifen wurde mit einer Weinblattdekoration versehen. Die Rosetten und Millefleurs wurden, wie im Historismus üblich, mit Schablonen gemalt.